# 인켈
인켈(inkel)은 1978년부터 현재까지 존속중인 대한민국의 가전제품 업체이다. 1978년 동원전자에서 시작했으며, 1988년 사명이 ㈜인켈로 변경되었고, 1995년 해태그룹에 편입되어 해태전자가 되었다가 2001년 구 이트로닉스로 사명을 변경, 2006년부터는 인켈로 존속하고 있다. 대한민국 국내에서 오디오를 전문적으로 생산, 판매하고 있다.